# Dasyhelea nitidula
Dasyhelea nitidula är en tvåvingeart som först beskrevs av Jean-Jacques Kieffer 1910.  Dasyhelea nitidula ingår i släktet Dasyhelea och familjen svidknott. Inga underarter finns listade i Catalogue of Life.